# 月並みに輝け/今、僕、アンダーグラウンドから
「月並みに輝け/今、僕、アンダーグラウンドから」（つきなみにかがやけ/いま ぼく アンダーグラウンドから）は、日本のテレビアニメ『ぼっち・ざ・ろっく!』の作中に登場するバンド「結束バンド」による配信限定シングル。2024年6月9日にサブスクリプションを含む配信開始した。

## 概要
「月並みに輝け」は映画『劇場総集編ぼっち・ざ・ろっく!Re:』のオープニングテーマ。「今、僕、アンダーグラウンドから」は同映画のエンディングテーマ。
「月並みに輝け」の作詞は樋口愛、作曲は音羽-otoha-、編曲は三井律郎。
「今、僕、アンダーグラウンドから」の作詞曲は北澤ゆうほ、編曲は三井律郎。

## コメント
「月並みに輝け」の作詞を担当した樋口愛と作曲を担当した音羽-otoha-は以下のようにコメントしている。
| 「      | 自分のことを天才だって思ってたこと、ありますか？そして天才じゃなかったんだって思ったこと、ありますか？でもその瞬間に、夢が現実に変わる気がするんです。きっとそこが、スタートラインだと思うんです。叶わなかった夢に、叶えたかった夢に、叶えてやろう夢に、共に歩む勇気を手渡せる曲になりますように。 | 」 |
| —樋口愛 | |    |

| 「           | 「月並みに輝け」配信開始おめでとうございます！結束バンドさん待望の新曲、ただただ一ファンとして嬉しい限りです。作曲者としては、結束バンドさんの人気が爆上がりしていくにつれドキドキが増しております（笑）。今回は「映画館で初めて聴きたいからまだフル聴けない！」なんて方もおられるんじゃないでしょうか。超分かります。私も完成データもらってるけど敢えてまだあんまり聴いてません。お好きなペースで、じっくり楽しんでくださいませ！ | 」 |
| —音羽-otoha- | |    |

「今、僕、アンダーグラウンドから」の作詞・作曲を担当した北澤ゆうほは以下のようにコメントしている。
| 「          | こうしてまた結束バンドに楽曲を書けたことを幸せに思います。 完全に顔を上げて前を向くというよりは、俯いたまま目線だけは少し前を向けるようになるような、でもそこにあるのは諦めではなく心の叫びや芯の強さであるような、そんな楽曲になると良いなと思って制作しました。 ・・・というのはだいぶかっこつけた言い方で、実際はぼっちちゃんに感情移入しすぎた結果歌詞もメロディも自然に溢れ出てきました。 ぼっち・ざ・ろっく！に最大限の愛とリスペクトを込めて！ | 」 |
| —北澤ゆうほ | |    |